# Bart Goor
Pour les articles homonymes, voir Goor (homonymie).
Bart Goor, né le 9 avril 1973 à Neerpelt en Belgique, est un footballeur international et entraîneur belge qui joue au poste de milieu de terrain.

## Biographie

### En club
78 fois international, Bart Goor s'est révélé en Belgique sous les couleurs du RC Genk lors de la saison 1996-1997 au cours de laquelle il marqua 18 buts. 
Il est ensuite transféré au RSC Anderlecht où il reste quatre saisons. Il occupe le poste de milieu gauche.
Il part ensuite en Allemagne au Herta Berlin. Trois ans plus tard, il signe un contrat à Feyenoord Rotterdam avant de revenir à Anderlecht lors de l'été 2005 après plusieurs semaines de dures négociations.
En janvier 2009, il est transféré au KFC Germinal Beerschot.  Il joue deux saisons au Beerschot avant de partir pour Westerlo de 2011 à 2013.
De 2013 à 2014 il joue 28 rencontres sous le maillot du KFC Dessel Sport et marque 8 fois. 

### En équipe nationale
Il a été capitaine de l'équipe nationale pendant les années où les Diables Rouges étaient entrainés par Aimé Anthuenis. 
Bart Goor dispute sa première compétition majeure lors de l'Euro 2000 durant laquelle il inscrit un but lors du match d'ouverture des belges face à la Suède. Deux ans plus tard, il est convoqué pour participer à la Coupe du monde 2002. 

## Palmarès
- Quatre fois vainqueur du Championnat de Belgique de football avec RSC Anderlecht : 2000, 2001, 2006, 2007
- Vainqueur de la Supercoupe de Belgique avec RSC Anderlecht : 2000, 2006, 2007
- Vainqueur de la Coupe de Belgique en 2008 avec le RSC Anderlecht.
- Vainqueur de la Coupe de la Ligue Pro en 2000 avec le RSC Anderlecht.
- 78 sélections pour 13 buts avec la Belgique